# Contropis tagana
Contropis tagana är en fjärilsart som beskrevs av Edward P. Wiltshire 1967. Contropis tagana ingår i släktet Contropis och familjen mätare. Inga underarter finns listade i Catalogue of Life.